# Двадцать сантимов (Франция)
Двадцать сантимов (фр. Vingt centimes) — номинал французских денежных знаков, равный 20⁄100 французского франка, выпускавшийся в 1849—2001 годах в виде монет, а также в виде различных денежных суррогатов (металлических и бумажных).

## Общегосударственные монеты
Чеканка серебряных монет в 20 сантимов типа «Церера» начата в период Второй республики, в 1849 году. Рисунок монеты выполнил Эжен-Андре Удине.
После провозглашения Второй империи в 1853 году начата чеканка монет нового образца, который разработал Жан-Жак Барр. Первоначально на монетах помещался портрет императора Наполеона III без лаврового венка (тип Tête nue). С 1864 года на монетах — портрет императора в венке (тип Tête laurée), одновременно была снижена проба с 900 до 835. Новый портрет выполнил Альбер-Дезире Барр.
В период Третьей республики возобновлена чеканка монет типа «Церера», но их тираж был незначителен, а в 1889 году чеканка была прекращена.
В 1941 году, в период режима Виши, чеканка монет в 20 сантимов была возобновлена. После освобождения чеканка монет этого номинала была продолжена, но тип монет был изменён. Вместо символики марионеточного Французского Государства на монетах вновь появилась символика Французской Республики. Для новых монет был использован тип «Линдайё», ранее никогда для монет этого номинала не использовавшийся. В 1946 году чеканка была прекращена, так как в связи с инфляцией потребность в использовании в обращении монет этого номинала отпала, а в 1947 году монеты в 20 сантимов были изъяты из обращения.
В январе 1960 года была проведена денежная реформа, введён «новый франк», равный 100 старым. Сантимы вновь вернулись в обращение. В 1962 году начат выпуск 20 сантимов типа «Марианна». Тип новой монеты, чеканившейся до 2001 года, разработал Анри Лагрифул.
| Изображение                                    | Изображение       | Диаметр, мм       | Толщина, мм       | Масса, г          | Металл                         | Гурт              | Годы чеканки          | Примечания                                                                                             |
| Вторая республика                              | Вторая республика | Вторая республика | Вторая республика | Вторая республика | Вторая республика              | Вторая республика | Вторая республика     | Вторая республика                                                                                      |
| ---------------------------------------------- | ----------------- | ----------------- | ----------------- | ----------------- | ------------------------------ | ----------------- | --------------------- | --- |
|                                                |                   | 15                |                   | 1                 | Серебро 900                    |                   | 1849—1851             | Монетные дворы — Париж (A), Страсбург (BB), Бордо (K). Тираж — 9 857 454                               |
| Вторая империя (Наполеон III)                  |                   |                   |                   |                   |                                |                   |                       | |
|                                                |                   | 15                |                   | 1                 | Серебро 900                    |                   | 1853                  | Тип «Tête nue», большая голова. Монетный двор — Париж (A).                                             |
|                                                |                   | 15                |                   | 1                 | Серебро 900                    |                   | 1853—1860, 1862, 1863 | Тип «Tête nue», малая голова. Монетные дворы — Париж (A), Страсбург (BB), Лион (D). Тираж — 18 869 804 |
|                                                |                   | 15                |                   | 1                 | Серебро 835                    |                   | 1864, 1866            | Тип «Tête laurée». Монетные дворы — Париж (A), Страсбург (BB), Бордо (K). Тираж — 3 155 522            |
|                                                |                   | 15,6              |                   | 1                 | Серебро 835                    |                   | 1867, 1868            | Тип «Tête laurée». Монетные дворы — Париж (A), Страсбург (BB), Бордо (K). Тираж — 9 368 721            |
| Третья республика                              |                   |                   |                   |                   |                                |                   |                       | |
|                                                |                   | 16                |                   | 1                 | Серебро 900                    | гладкий           | 1878, 1889            | Тип «Церера». Монетный двор — Париж (A).                                                               |
| Режим Виши                                     |                   |                   |                   |                   |                                |                   |                       | |
|                                                |                   | 24                |                   | 3,5               | Цинк                           |                   | 1941                  | Тираж — 54 044 000                                                                                     |
|                                                |                   | 21                |                   | 3                 | Цинк                           |                   | 1941—1944             | Разновидности — отличается толщина монет, разница в весе до 0,5 г. Тираж — 182 205 855                 |
|                                                |                   | 24                |                   | 3                 | Железо                         |                   | 1944                  | Тираж — 695 000                                                                                        |
| Временное правительство и Четвёртая республика |                   |                   |                   |                   |                                |                   |                       | |
|                                                |                   | 24                |                   | 3                 | Цинк                           |                   | 1945, 1946            | Тип «Линдайё». Монетные дворы — Париж, Бомон-ле-Роже (B), Кастельсарразен (C) тираж — 14 589 337       |
| Пятая республика                               |                   |                   |                   |                   |                                |                   |                       | |
|                                                |                   | 23,5              | 1,5               | 4                 | Медь-алюминий-никель 920/60/20 | гладкий           | 1962—2001             | Тип «Марианна», тираж — 3 794 056 302                                                                  |

## Денежные суррогаты
Выпуск различных денежных суррогатов (во французском языке принято название Monnaie de nécessité) происходил в различные периоды существования французского франка. Наибольшее распространение выпуск суррогатов получил в период Первой мировой войны (1914—1918) и в послевоенный период (1919—1924). В обоих этих случаях массовый выпуск суррогатов был вызван недостатком в обращении монет мелких номиналов, так объём чеканки монет не покрывал потребности обращения, а монеты из драгоценных металлов подвергались тезаврации.
Существует множество видов различных выпусков негосударственных денежных знаков — торговых палат (Франции, региональных палат, торговых палат муниципалитетов), муниципалитетов, частных предприятий. Если суррогаты торговых палат и муниципалитетов формально были обеспечены суммой, находившейся в казначействе, то частные выпуски, как правило, производились без всякого обеспечения.
Основные формы выпуска суррогатов в 20 сантимов:
- металлические (монетоподобные) — из алюминия и др. металлов и сплавов; круглые, восьмиугольные и др. форм (Кафе «Calmels» (Монпелье), Коммунальный транспорт Парижского региона, «Excelsior» (Нанси) и др.);
- бумажные (Объединение коммерсантов Пюи-л’Эвека и др.);
- картонные — круглые или прямоугольные (Общество «Horme & Buire», «Commerce Gaillacois» и др.)[8].